# Димензија
Димензија у математици или физици представља минимални број координата потребних да се опише било која тачка на задатом телу или у задатом простору.
- У класичној механици користе се три просторне димензије: дужина, ширина и висина које чине Декартов координатни систем (x, y, z) и задају простор. Поред Декартовог координатног система, користе се и други координатни системи за опис тродимензионалног простора, међу којима се најчешће користе цилиндрични координатни систем (r, φ, z) и сферни координатни систем (r, φ, θ).
- У математици (алгебри) користе се вишедимензионални векторски простори.

- У физици, у теорији релативности, за опис система се користи четвородимензионални простор који поред три просторне координате (x, y, z) имају и четврту координату - време. Најчешће се користи простор Минковског (x, y, z, t).
- У електромагнетизму се динамика система може записати користећи стандардан тродимензионални простор, али се једначине које описују систем (Максвелове једначине) значајно поједностављују ако се користи четвородимензионални простор са временом као четвртом координатом, (x, y, z, t).
- У теорији струна, користи се десетодимензионални простор.

## Физика

### Просторне димензије
Теорије класичне физике описују три физичке димензије: са одређене тачке у простору, основни правци у којима се може кретати су горе/доле, лево/десно и напред/назад. Кретање у било ком другом правцу може се изразити у смислу ова три. Кретање надоле је исто што и кретање горе на негативној удаљености. Кретање дијагонално нагоре и напред је баш као што назив смера имплицира; односно кретање у линеарној комбинацији горе и напред. У свом најједноставнијем облику: линија описује једну димензију, раван описује две димензије, а коцка описује три димензије. (Погледајте простор и картезијански координатни систем.)
| Бројевна права | Угао |
| -------------- | ---- |

| Катезијански (two-dimensional) | Поларни | Латитуда и лонгитуда |
| ------------------------------ | ------- | -------------------- |

| Катезијански (тродимензиони) | Цилиндрични | Сферични |
| ---------------------------- | ----------- | -------- |

### Време
Темпорална димензија, или временска димензија, је димензија времена. Време се из тог разлога често назива „четвртом димензијом“, али то не значи да је то просторна димензија. Временска димензија је један од начина да се измери физичка промена. Она се перципира другачије од три просторне димензије по томе што постоји само једна, као и по томе да се не може слободно кретати у времену већ субјективно у једном правцу.
Једначине које се користе у физици за моделовање стварности не третирају време на исти начин на који га људи обично перципирају. Једначине класичне механике су симетричне у односу на време, а једначине квантне механике су типично симетричне ако су време и друге величине (као што су наелектрисање и паритет) обрнуте. У овим моделима, перцепција времена које тече у једном правцу је артефакт закона термодинамике (ми перципирамо време као да тече у правцу повећања ентропије).
Најпознатији третман времена као димензије је Поенкареова и Ајнштајнова специјална релативност (и проширена на општу релативност), која третира перципирани простор и време као компоненте четвородимензионалне многострукости, познате као простор-време, а у посебном, равном случају као простор Минковског. Време се разликује од других просторних димензија јер време делује у свим просторним димензијама. Време делује у првој, другој и трећој, као и теоријским просторним димензијама као што је четврта просторна димензија. Време, међутим, није присутно у једној тачки апсолутне бесконачне сингуларности која је дефинисана као геометријска тачка, јер бесконачно мала тачка не може имати никакву промену, а самим тим ни време. Баш као што се објекат креће кроз позиције у простору, он се такође креће кроз позиције у времену. У том смислу сила која покреће било који објекат да се промени је време.

### Додатне димензије
У физици су три димензије простора и једна димензија времена прихваћена норма. Међутим, постоје теорије које покушавају да уједине четири фундаменталне силе увођењем додатних димензија/хиперпростора. Најважније, теорија суперструна захтева 10 просторно-временских димензија и потиче од фундаменталније 11-димензионалне теорије која се условно назива М-теорија која обухвата пет претходно различитих теорија суперструна. Теорија супергравитације такође промовише 11Д простор-време = 7Д хиперпростор + 4 заједничке димензије. До данас, нема директних експерименталних или опсервацијских доказа који би подржали постојање ових додатних димензија. Ако хиперпростор постоји, он мора бити скривен од нас неким физичким механизмом. Једна добро проучена могућност је да се додатне димензије могу „смотати” у тако малим размерама да буду ефективно невидљиве за тренутне експерименте. Ограничења величине и других својстава додатних димензија су постављена експериментима на честицама као што су они на Великом хадронском сударачу.
Године 1921, теорија Калуза–Клајна је представила 5Д укључујући додатну димензију простора. На нивоу квантне теорије поља, теорија Калуза–Клајна обједињује гравитацију са мерачким интеракцијама, на основу спознаје да је гравитација која се шири у малим, компактним додатним димензијама еквивалентан мерач интеракцијама на великим удаљеностима. Нарочито када је геометрија додатних димензија тривијална, она репродукује електромагнетизам. Међутим, на довољно високим енергијама или кратким удаљеностима, ова поставка и даље пати од истих патологија које су добро познате да ометају директне покушаје да се опише квантна гравитација. Стога, ови модели и даље захтевају УВ завршетак, онаквог облика какав теорија струна треба да обезбеди. Конкретно, теорија суперструна захтева шест компактних димензија (6Д хиперпростор) које формирају Калаби-Јау многострукост. Тако се теорија Калуза-Клајна може сматрати или као непотпун опис сам по себи, или као подскуп изградње модела теорије струна.
Поред малих и увијених додатних димензија, можда постоје додатне димензије које уместо тога нису очигледне јер је материја повезана са нашим видљивим универзумом локализована на (3 + 1)-димензионалном подпростору. Стога додатне димензије не морају бити мале и компактне, већ могу бити велике додатне димензије. Д-бране су динамички проширени објекти различитих димензионалности предвиђени теоријом струна који би могли играти ову улогу. Они имају особину да су побуђивања отворених струна, која су повезана са интеракцијама мерача, ограничена на брану својим крајњим тачкама, док су затворене жице које посредују у гравитационој интеракцији слободне да се шире у цео простор-време, или „велики део“. Ово би могло бити повезано са разлогом зашто је гравитација експоненцијално слабија од других сила, јер се ефикасно разблажује док се шири у запремину веће димензије.
Неки аспекти физике бране су примењени на космологију. На пример, космологија бранског гаса покушава да објасни зашто постоје три димензије простора користећи тополошка и термодинамичка разматрања. Према овој идеји то би било пошто је три највећи број просторних димензија у којима се низови генерички могу укрштати. Ако у почетку постоји много намотаја жица око компактних димензија, простор би се могао проширити до макроскопских величина тек када се ови намотаји елиминишу, што захтева супротно намотане жице да се пронађу и униште. Али жице могу само да пронађу једна другу да би се поништиле значајном брзином у три димензије, тако да следи да је само у три димензије простора дозвољено нарастање с обзиром на ову врсту почетне конфигурације.
За додатне димензије се каже да су универзалне ако су сва поља подједнако слободна да се шире унутар њих.